# Государственный архив Пензенской области
Государственный архив Пензенской области — государственное бюджетное учреждение Пензенской области, центральный и крупнейший архив Пензенской области, осуществляющий постоянное хранение документов по истории Пензенского края, входящих в Архивный фонд Российской Федерации. Основан в 1919 году.

## История
Начало деятельности по сбору и описанию архивных документов, имеющих значение для истории Пензенского края, было положено Пензенской губернской ученой архивной комиссией (1901—1917 гг.).
В 1919 году было образовано Пензенское губернское управление архивным делом, начавшее работу по сбору документов ликвидированных учреждений Российской империи и Российской республики. В 1922 году Пензенское губернское управление архивным делом преобразовано в Пензенское губернское архивное бюро.
В мае 1928 года Пензенская губерния была ликвидирована, её территория вошла в состав Средне-Волжской области. Пензенское губернское архивное бюро было реорганизовано в окружное архивное бюро при Пензенском окружном исполкоме. В 1930 году, после ликвидации Пензенского округа, окружное архивное бюро при Пензенском окрисполкоме было преобразовано в Пензенское кустовое архивное бюро, которое существовало до 1931 года. В 1932 году Пензенское кустовое архивное бюро было преобразовано в Пензенское отделение Средневолжского краевого архивного управления, а после ликвидации Средневолжского края (1936) — в Пензенское отделение Куйбышевского областного архивного управления. В октябре 1937 года преобразован Пензенский отдел Государственного архива Тамбовской области. С февраля 1939 года (после создания Пензенской области) был образован архивный отдел Управления НКВД СССР по Пензенской области и подведомственный ему Государственный архив Пензенской области. С 1961 года Государственный архив Пензенской области подчинялся архивному отделу Пензенского облисполкома, с октября 1991 года — архивному отделу администрации Пензенской области, с июня 1998 года — архивному отделу Правительства Пензенской области, с июля 2009 года — Министерству культуры и архива Пензенской области, с февраля 2017 года комитету по делам архивов Пензенской области.
В 1991 году в состав Государственного архива Пензенской области в качестве отдела фондов общественно-политических организаций вошел бывший архив Пензенского обкома КПСС, созданный в 1940 году.
Пензенский губернский архив возглавлял бывший член Пензенской ученой архивной комиссии (ПУАК) Алексей Хвощёв (1870—1935), а с января 1921 года — историк-востоковед, профессор Александр Любимов (1878—1945).
С 1969 по 1991 годы директором Государственного архива Пензенской области был Вячеслав Степанович Годин, с 1991 по 2016 годы — Татьяна Алексеевна Евневич, с 2016 по 2022 годы — Павел Вячеславович Кашаев, с января 2022 года — Алла Геннадьевна Вазерова.
В 1924 году под Пензенский губернский архив выделено здание бывшего Спасского кафедрального собора, где документы хранились до 1932 года (в 1934 году собор был взорван и уничтожен).
Затем областной архив переехал в здание Спасо-Преображенской церкви (ныне — Спасо-Преображенский мужской монастырь).
В 1984 году закончилось строительство специального здания Государственного архива Пензенской области на ул. Дзержинского, 7 в г. Пензе, где архив располагается и в настоящее время.

## Официальные страницы архива в социальных сетях
- Facebook
- ВКонтакте
- Instagram